# Hexisopus aureopilosus
Hexisopus aureopilosus är en spindeldjursart som beskrevs av Lawrence 1968. Hexisopus aureopilosus ingår i släktet Hexisopus och familjen Hexisopodidae. Inga underarter finns listade i Catalogue of Life.